# 梅子坪镇
梅子坪乡，是中华人民共和国四川省凉山彝族自治州盐源县下辖的一个乡镇级行政单位。

## 行政区划
梅子坪乡下辖以下地区：
甘家沟村、梅子坪村和甘家堡子村。